# Pierre Brunet (veslač)
Pierre Brunet, francoski veslač, * 27. februar 1908, † 12. maj 1979.
Brunet je za Francijo nastopil na Poletnih olimpijskih igrah 1932 v Los Angelesu, kjer je kot krmar v dvojcu s krmarjem osvojil bronasto medaljo.